# Ендоплазмен ретикулум
Ендоплазменият ретикулум (наричан още ендоплазмена мрежа) е клетъчен органел, който се среща в еукариотните клетки. Представлява сложна система от канали и вакуоли в органични клетки. Под електронен микроскоп ендоплазменият ретикулум изглежда като система от каналчета, мехурчета и цистерни с ширина 50 – 80 nm. Съдържанието им е с ниска електронна плътност. Мембраните съдържат 60 – 65% белтъци и 35 – 40% липиди. Съотношението на отделните видове липиди е различно от това на клетъчната мембрана.

## Разпространение и роля в клетката
Ендоплазменият ретикулум се среща при всички видове еукариотни клетки с изключение на еритроцитите. Често заема до 10% от обема на клетката. Той играе най-съществена роля в синтеза на протеините, триглицеридите, фосфолипидите, стероидите. В него се извършва прикрепването на олигозахариди към новосинтезираните протеини и свързването на глюкуроновата киселина към токсичните метаболити. С помощта на окислителните процеси в него се извършва детоксикацията на лекарствените вещества, модифицирането на стероидите, промяна на наситеността на мастните киселини, активация на карциногените. Също така играе роля в натрупването на калций и образуването на глюкоза от глюкозо-6-фосфат. Най-просто устроен е при най-младите ембрионални клетки. Проста е структурата му и при сперматозоидите.
Ендоплазменият ретикулум е твърде лабилен и се променя под влияние на много слаби външни въздействия – той се разширява и вакуолизира. Различават се два вида ендоплазмен ретикулум – грануларен и гладък.

## Видове

### Грануларен ендоплазмен ретикулум
Грануларният ендоплазмен ретикулум представлява мрежовиден комплекс плоски сакове, свързани с разклоняващи се тубули, изградени от мембрани с дебелина 7 – 8 nm и рибозоми, които са прикрепени по външната им повърхност посредством голямата си субединица. Гранулираният ретикулум е място на синтез на мембранните протеини на повечето клетъчни органели, включително и на самия ретикулум. Той продуцира всички протеини, които ще бъдат секретирани от клетката. В него се извършва началното гликозилиране на гликопротеините, извършва се асамблирането на многоверижните протеини, както и някои модификации на новообразуваните протеини. Гликозилирането на протеините се осъществява от ензими – гликозидази, които добавят към тях 14 хексози: 2 молекули N-ацетил-глюкозамин, 9 манози и 3 глюкозни молекули. В мембраните на гранулирания ретикулум има два интегрални протеина – рибофорини I и II, които са прикрепващи места за голямата субединица на рибозомите.
Рибофорините образуват хидрофилни канали, през които навлиза новосинтезираната полипептидна верига в лумена на гранулирания ретикулум. Само правилно структурираните протеини с помощта на малки везикули се транспортират до апарата на Голджи. Тези, които има дефект в своята структура, се разпознават и се разграждат на място в гранулирания ретикулум. Гранулираният ретикулум е добре развит при протеин-секретиращи клетки (секретиращите клетки на екзокринните жлези, продуциращите антитела плазматични клетки), в нервните клетки и други.

### Гладък ендоплазмен ретикулум
Гладкият ендоплазмен ретикулум, наричан също агрануларан ендоплазмен ретикулум, се състои от голям брой каналчета и мехурчета, ограничени от мембрани с дебелина 6 – 7 nm, като по повърхността им няма рибозоми. Цистерните на този ретикулум имат повече тубуларен строеж, като тези тубули често се свързват помежду си. Този вид ендоплазмен ретикулум е по-добре развит в клетки, които синтезират липиди, фосфолипиди и стероидни хормони, като клетките на кората на надбъбречните жлези (glandulae suprarenales), интерстициалните клетки на яйчника и тестиса, хепатоцити и др. Друг пример за добре развит гладък ретикулум са чернодробните клетки (хепатоцитите). Ензимите, които синтезират липидната част на липопротеините са локализирани в този ретикулум. В него се намират ензими (цитохром P450 ензимите), които неутрализират и детоксифицират някои хормони, редица лекарства и токсични вещества, като алкохол и инсектициди.
В мембраните на гладкия ендоплазмен ретикулум се намира ензимът гликоген-трансфераза, който взема участие в разграждането на гликогена. В лумена на гладкия ендоплазмен ретикулум може да се натрупва и освобождава калций. Мускулните клетки имат добре развит специализиран гладък ретикулум, който поема и отдава с помощта на Ca-АТФ-аза. Добре развит гладък ендоплазмен ретикулум има и в нервните и някои жлезисти клетки.
При болестта на фон Гирке съществува генетичен дефект на локализираната в едноплазмения ретикулум глюкозо-6-фосфатаза – това води до натрупване на гликоген в клетките на черния дроб и бъбреците – това води до увеличаване размера на тези органи и тяхното увреждане.

## Откриване
Мембраните на ендоплазматичния ретикулум са видени за пръв път от Кейт Р. Портер, Алберт Клауд и Ернест Фулам през 1945 г.